# Renzo Bariviera
Renzo Bariviera (Cimadolmo, 16 febbraio 1949) è un ex cestista italiano di ruolo ala. Dal 2012 fa parte dell'Italia Basket Hall of Fame.

## Biografia
Il fratello Vendramino è stato un affermato ciclista su strada che rappresentò l'Italia ai giochi olimpici di Roma del 1960.

## Carriera

### Club
Cresciuto nella Pallacanestro Petrarca Padova, nella sua carriera ha giocato con l'Olimpia Milano, la Libertas Forlì, il Gira Bologna, la Pallacanestro Cantù e l'Aurora Desio.

### Nazionale
Esordio: 4 settembre 1969, Napoli Italia-Austria 76-38, ma la data da ricordare è il 21 maggio 1970, la vittoria sulla Stati Uniti per 66-64, ai Mondiali di Lubiana, che per l'Italia rappresenta la prima affermazione in assoluto contro la nazionale statunitense, ottenuta allo scadere, con un tiro proprio di Bariviera.
Con la canotta dell'Italbasket ha collezionato 208 presenze, segnando 2 151 punti, ed ha vinto due medaglie:
- 1971: bronzo ai Campionati europei
- 1975: bronzo ai Campionati europei

Ha inoltre disputato i Mondiali 1970 e 1978.

## Palmarès
- Campionato italiano: 4

Olimpia Milano: 1971-72, 1984-85, 1985-86
Pall. Cantù: 1980-81
- Coppa Italia: 1

Olimpia Milano: 1986
- Coppa dei Campioni: 2

Pall. Cantù: 1981-82, 1982-83
- Coppa Korać: 1

Olimpia Milano: 1984-85
- Coppa delle Coppe: 4 (record condiviso con Pierluigi Marzorati, Umberto Cappelletti, Renzo Tombolato)

Olimpia Milano: 1970-71, 1971-72
Pall. Cantù: 1978-79, 1980-81
- Coppa Intercontinentale: 1

Pall. Cantù: 1982